# أشيش شارما
 أشيش شارما (30 أغسطس 1984) ممثل تلفزيوني و راقص هندي اشتهر بالوطن العربي بعد عرض مسلسل سحر الغرام الذي عرض على قناة zee alwan وزادت شهرته في الوطن العربي بشكل كبير خصوصاً بعد عرض مسلسل حبيبي دائما على قناة mbc bollywood
```
وصفته الممثلة  
سنايا إيراني
 بأنه جاد في العمل وملتزم.
[
1
]
```

## روابط خارجية
- أشيش شارما على موقع IMDb (الإنجليزية)
- أشيش شارما على موقع ميوزك برينز (الإنجليزية)